# Arkas

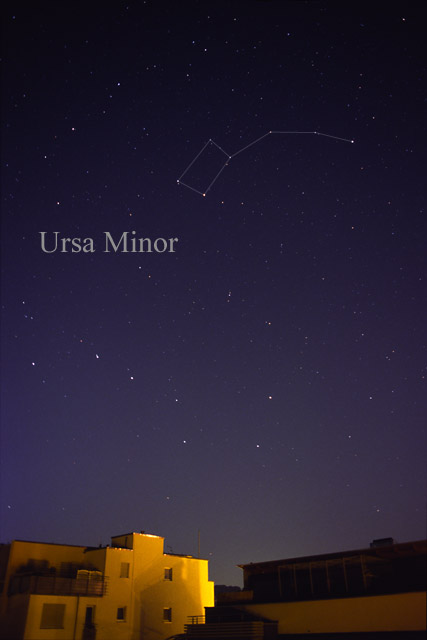
Arkas på himlen: Stjärnbilden Lilla Björnen (Ursa Minor) som den kan ses med blotta ögat.

Arkas var son till Kallisto och Zeus. Enligt en av flera versioner av myten förvandlade Zeus Kallisto till en björn när de riskerade att bli upptäckta av hans fru Hera.
Hermes räddade sonen Arkas och tog honom till sin mor Maia på berget Cyllene, där pojken växte upp.
En dag såg Arkas en björn, som tog sig in i Zeus tempel, och sköt björnen, som alltså var hans mor. Zeus förvandlade både modern och björnen till stjärnor och satte dem på himlavalvet som Stora och Lilla björnen. 
Hera blev rasande över att hennes rival ärades på detta sätt och bad sin släkting Thetys om hjälp. Thetys var titan och gift med Okeanos. De beslöt att Kallisto och hennes son aldrig skulle få svalka sig i havet eller dricka sig otörstiga, och därför går dessa stjärnbilder aldrig under horisonten.
Det antika landskapet Arkadien har lånat sitt namn av Arkas. I en av versionerna av myten göms Arkas undan hos sin morfar, kung Lykaon i Arkadien. Denna gav Arkos som ett offer till gudarna och försökte få Zeus att äta av denne för att testa gudens allvetande. Han ska sedan ha sagt till Zeus: ”Om du är så mäktig och klok, gör då din son hel igen”. Zeus blev mycket upprörd, helade Arkas och förvandlade Lykaon till den första varulven.
I denna version av myten ersatte Arkas sin morfar på tronen som kung av Arkadien. En dag när Arkas var ute på jakt stötte han på sin mor, björnen. Hon sprang honom till mötes för att krama om honom, men Arktas visste inte annat än att det var en björn och sköt henne.  För att göra något uppbyggeligt av tragedin förvandlade Zeus dem båda till stjärnor och satte dem på himlavalvet som Stora björnen och Lilla björnen.